# Pysmenne
Pysmenne (ukrainisch Письменне; russisch Письменное Pismennoje) ist eine Siedlung städtischen Typs in der Ukraine mit 1222 Einwohnern (2016).

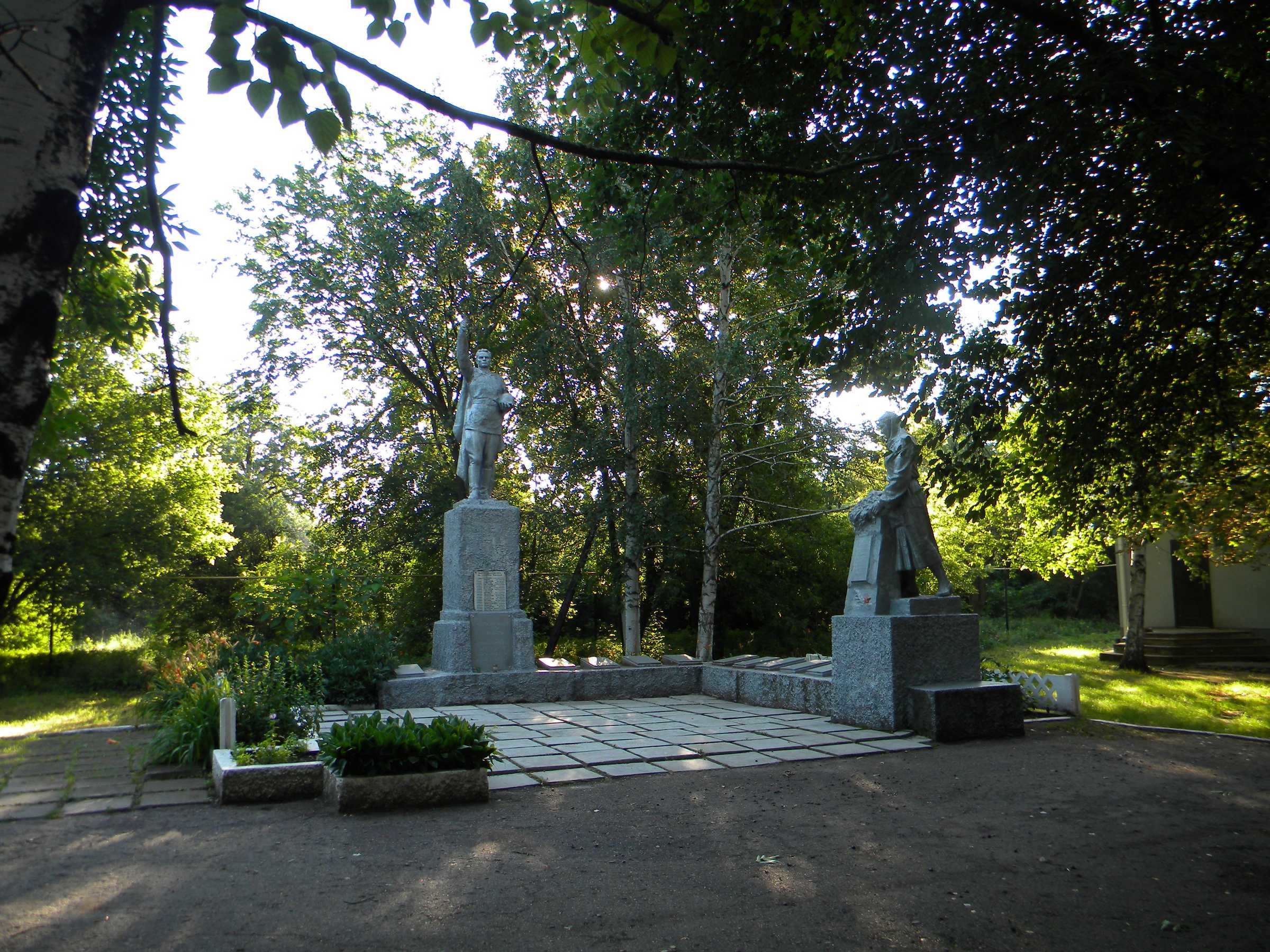
Denkmal im Ort

Die Siedlung liegt im Rajon Synelnykowe im Osten der zentralukrainischen Oblast Dnipropetrowsk 18 km westlich vom ehemaligen Rajonzentrum Wassylkiwka.

## Geschichte
Die Ortschaft entstand nach dem Bau einer Eisenbahnstation im Jahr 1884. Ab 1886 siedelten sich deutschsprachige Siedler unter dem Kolonisator Kilmann an, die die Ortschaft Kilmannstal nannten. Nachdem die deutschsprachigen Einwohner nach dem Ende des Zweiten Weltkrieges vertrieben oder verschleppt waren, erhielt die Siedlung 1946, nach dem ehemaligen Landbesitzer der Gegend, den Namen Pysmenne. 1957 wurde Pysmenne zu einer Siedlung städtischen Typs erhoben.

## Gemeinde
Am 1. August 2018 wurde die Siedlung ein Teil der neugegründeten Siedlungsgemeinde Wassylkiwka, bis dahin bildete es zusammen mit den Dörfern Dibriwka (Дібрівка), Dubjanzi (Луб'янці), Iwaniwske (Іванівське), Nowoiwaniwka (Новоіванівка), Rubaniwske (Рубанівське), Schewtschenkiwske (Шевченківське), Selenyj Haj (Зелений Гай), Solonzi (Солонці), Tyche (Тихе), Werbiwske (Вербівське), Woroniske (Воронізьке) und Woswratne (Возвратне) die gleichnamige Siedlungsgemeinde Pysmenne (Письменська селищна рада/Pysmenska selschtschna rada) im Westen des Rajons Wassylkiwka.
Am 17. Juli 2020 kam es im Zuge einer großen Rajonsreform zum Anschluss des Rajonsgebietes an den Rajon Synelnykowe.